# جمعیت مراکز شهرستان‌های استان همدان
جمعیت مراکز شهرستان‌های استان همدان برپایهٔ سرشماری عمومی نفوس و مسکن سال ۱۳۹۵ خورشیدی
| ردیف | نام شهر   | شهرستان   | جمعیت   |
| ---- | --------- | --------- | ------- |
| ۱    | همدان     | همدان     | ۵۵۴٬۴۰۶ |
| ۲    | ملایر     | ملایر     | ۱۸۰٬۴۰۳ |
| ۳    | نهاوند    | نهاوند    | ۷۶٬۱۶۲  |
| ۴    | تویسرکان  | تویسرکان  | ۵۵٬۷۰۸  |
| ۵    | اسدآباد   | اسدآباد   | ۵۱٬۴۵۵  |
| ۶    | کبودراهنگ | کبودراهنگ | ۵۰٬۱۳۶  |
| ۷    | بهار      | بهار      | ۳۵٬۸۵۶  |
| ۸    | رزن       | رزن       | ۳۱٬۶۹۱  |
| ۹    | فامنین    | فامنین    | ۱۵٬۳۸۶  |